# Файнс, Томас, 8-й барон Дакр
Томас Файнс, 8-й барон Дакр (англ. Thomas Fiennes, 8th Baron Dacre; 1472 — 9 сентября 1534) — английский дворянин, 8-й барон Дакр (с 1486 года), рыцарь Бани (с 1494 года).

## Биография
Был сыном сэра Джона Файнса и его супруги Алисы Фицхью, дочери Генри Фицхью, 5-го барона Фицхью. После смерти своей бабушки Джоан Дакр унаследовал её титул, став 8-м бароном Дакра.
В 1493 году был назначен капитаном Кале, а в следующем году он был посвящён в рыцари Бани.
В 1497 году участвовал в подавлении Корнуэльского восстания, участвуя в сражении при Блэкхете, которое закончилось победой королевских войск.
Скончался 9 сентября 1534 года в возрасте 62 лет; после его смерти титулы наследовал его внук Томас, ставший 9-м бароном Дакра.

## Семья
В 1492 году женился на Анне Буршье (1470—1530), дочери сэра Хамфри Буршье и его жены Элизабет Тинли. У супругов было 3 сыновей и дочь: Томас, Джон, Томас и Мэри, которые умерли при его жизни.